# Ruseștii Vechi, Ialoveni
Ruseștii Vechi este un sat din cadrul comunei Ruseștii Noi din raionul Ialoveni, Republica Moldova.

## Istorie
Localitatea a fost atestată în 1524:
„Din mila lui Dumnezeu, noi Ștefan voievod, domn al Țării Moldovei. Facem cunoscut cu această carte a noastră tuturor celor ce o vor vedea sau o vor auzi citindu-se, că au venit înaintea noastră și înaintea tuturor boierilor noștri moldoveni, Marena și surorile ei Magda și Anușca, fiicele lui Moga, fiul lui Fete Gotca, de bună voia lor, nesilite de nimeni nici asuprite și au vândut dreapta lor din dreptul lor uric si cumpărătura bunicului lor Fete Gotcă, jumătate de sat din cătunul lui Fete Gotcă, din Ruși, partea de jos, pe care aceasta jumătate de sat o cumpărase Fete Gotcă dela Fedca, fiul Mândrei, nepoata Bilicioaiei din privilegiul ce a avut Bilicioaia dela străbunicul noastre Alexandru voievod. Aceasta au vândut credinciosului nostru pan Toader logofăt, pentru 260 zloți tătărești.

...

A scris Ion la Hârlău, în anul 7032 <1524> luna Aprilie 10 zile.”

## Demografie

### Structura etnică
Structura etnică a localității conform recensământului populației din 2004:
| Grup etnic                    | Populație | % Procentaj |
| ----------------------------- | --------- | ----------- |
| Băștinași declarați Moldoveni | 340       | 100%        |
| Total                         | 340       |             |